# 謝米策爾湖

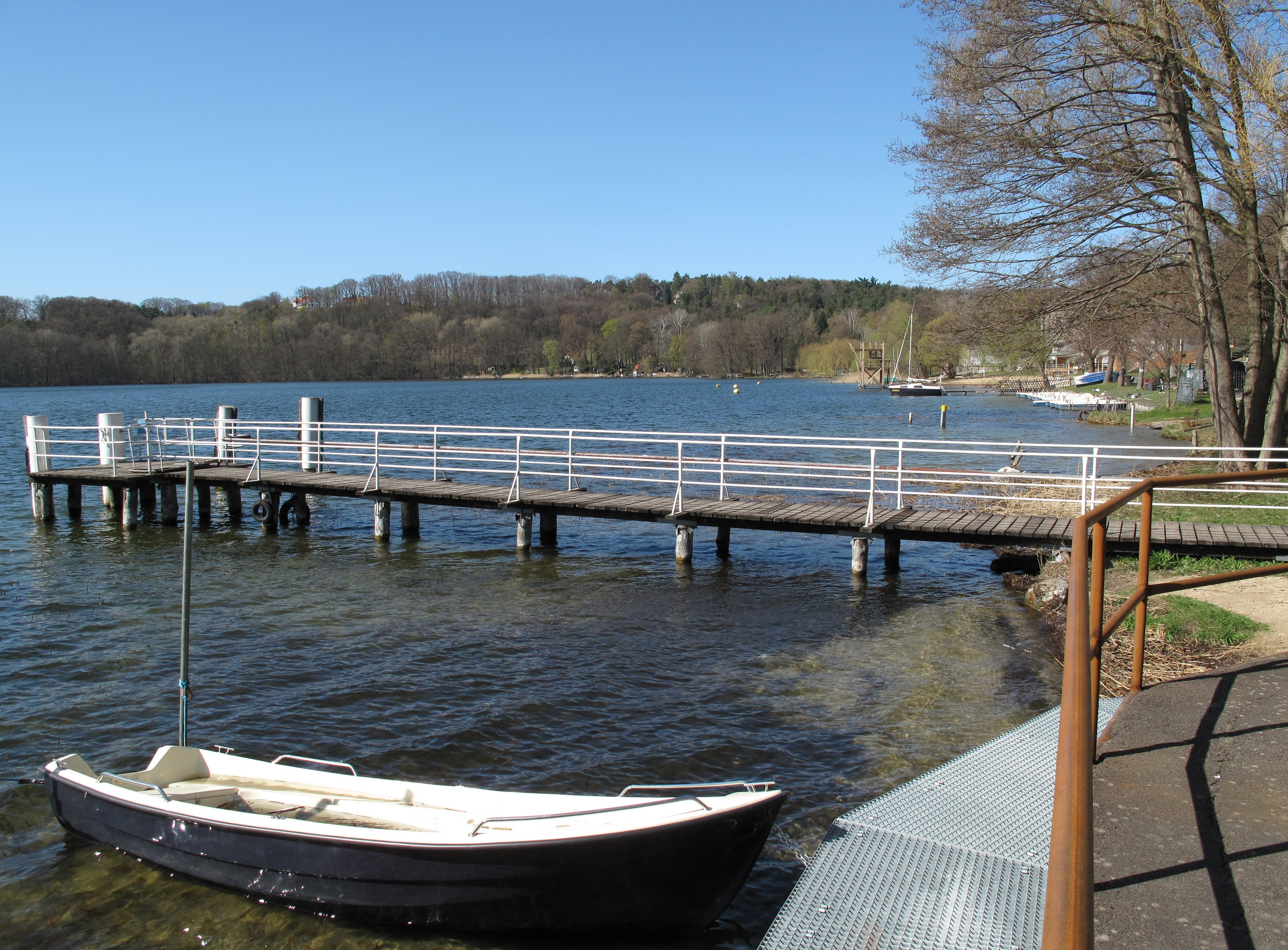

52°34′N 14°4′E / 52.567°N 14.067°E
謝米策爾湖（德語：Schermützelsee），是德國的湖泊，位於該國東北部，由勃蘭登堡州負責管轄，長2.2公里、寬0.9公里，面積1.4平方公里，海拔高度27米，平均水深17米，最大水深38米，水體容量2,249萬立方米。